# Сказання про Індійське царство
Сказа́ння про Інді́йське ца́рство, або "Повість про попа (царя) Івана" — грецький літературний утопічний твір XII ст., написаний у формі послання індійського царя й одночасно священика-християнина Іоанна візантійському імператорові Мануїлу, створеного немов у відповідь на посольство царя Мануїла в Індійську землю з метою дізнатися про силу Індії і її чудеса. Цар-священик Іоанн — персонаж міфічний. Чудеса Індії описані в С. гіперболічно, у дусі середньовічної фантастики; у стилі помітний вплив жанру ходінь. Цар Іоанн з'являється тут господарем казково неосяжної і багатої країни, повної всілякими чудесами, а при цьому також «поборником православної віри Христової». У літературі свого часу С. грало, можливо, ту ж роль, яку в сучасній нам літературі грає наукова фантастика; але при усій своїй фантастичності в XIII—XIV ст. воно якось повинно було відповідати мріям християн Малої Азії і Східної Європи про сильного православного государя, здатного протистояти неухильному наступу мусульман. На Русь С. потрапило в XIII або XIV ст. з Західної Європи, було перекладене, ймовірно, в Галичині. Перша редакція С. збереглася тільки в уривку — у складі Сербської Олександрії. Найстарші повні списки відносяться до другої половини XV ст.
Впливи С. помітні в обробках деяких билин, у нар. казках, варіантах духовних віршів про "Голубину книгу" та в книжній літературі.

## Видання
- Веселовский А. Н. Южнорусские былины.— VI.— СПб., 1881.— С. 173—254;
- Сказание об Индийском царстве / Подг. текста, перевод и примеч. Г. М. Прохорова // Изборник (1969).— С. 362—369, 746; То же // ПЛДР: XIII век. — М., 1981.—С. 466-473, 612-613.